# Královská dánská hudební akademie

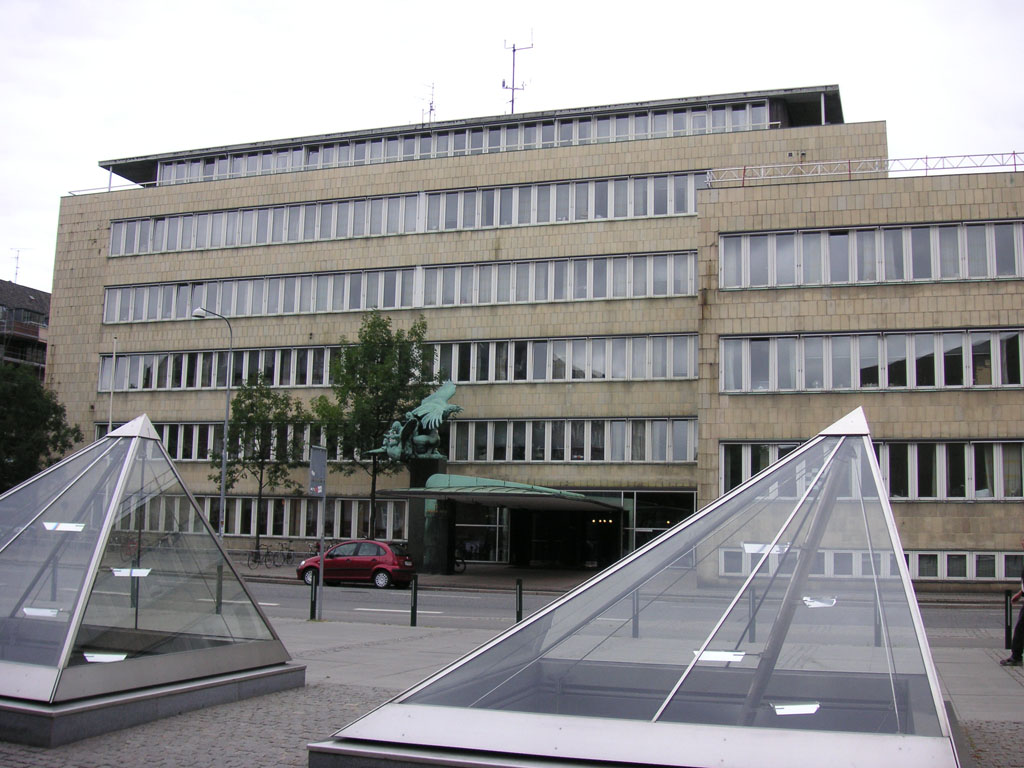
Královská dánská hudební akademie

Královská dánská hudební akademie (dánsky: Det Kongelige Danske Musikkonservatorium) v Kodani byla založena v roce 1867 hudebním skladatelem Nielsem Wilhelmem Gadem. Je nejstarší odbornou institucí pro hudební vzdělání v Dánsku. Svým počtem cca 400 studentů je rovněž největší. Působí pod záštitou Jejího Veličenstva královny Markéty II.

## Ředitelé
- 1867-1890 Niels Wilhelm Gade
- 1890-1899 Johan Peter Emilius Hartmann
- 1899-1915 Otto Malling
- 1915-1930 Anton Svendsen
- 1930-1931 Carl Nielsen
- 1931-1947 Rudolph Simonsen
- 1947-1954 Christian Christiansen
- 1954-1955 Finn Høffding
- 1956-1967 Knudåge Riisager
- 1967-1971 Svend Westergaard
- 1971-1975 Poul Birkelund
- 1979-1986 Anne-Karin Høgenhaven
- 1992-2007 Steen Pade
- 2007- Bertel Krarup